# Walter Dießner
Walter Dießner (Meißen, 26 december 1954) is een voormalig Oost-Duits roeier. Dießner nam tijdens mondiale toernooien altijd deel aan de zijde van zijn tweelingbroer Ullrich Dießner. Dießner won in 1975 de zilveren medaille op de wereldkampioenschappen in de vier-met-stuurman, een jaar later herhaalde Dießner deze prestatie op de spelen van Montreal. Dießner behaalde in 1977, 1978 en 1979 drie wereldtitels op rij in de vier-met-stuurman en in 1980 behaalde hij in deze boot olympisch goud.

## Resultaten
- Wereldkampioenschappen roeien 1975 in Nottingham  in de vier-met-stuurman
- Olympische Zomerspelen 1976 in Montreal  in de vier-met-stuurman
- Wereldkampioenschappen roeien 1977 in Amsterdam  in de vier-met-stuurman
- Wereldkampioenschappen roeien 1978 in Cambridge  in de vier-met-stuurman
- Wereldkampioenschappen roeien 1979 in Bled  in de vier-met-stuurman
- Olympische Zomerspelen 1980 in Moskou  in de vier-met-stuurman
- Wereldkampioenschappen roeien 1981 in München 4e in de acht

1900: Henri Bouckaert & Jean Cau & Émile Delchambre & Henri Hazebrouck & Charlot / Gustav Goßler & Oskar Goßler & Walter Katzenstein & Waldemar Tietgens & Carl Goßler  ·
1912: Albert Arnheiter & Hermann Wilker  & Otto Fickeisen & Rudolf Fickeisen & Otto Maier·
1920: Willy Brüderlin & Max Rudolf & Paul Rudolf & Hans Walter & Paul Staub · 
1924: Émile Albrecht & Alfred Probst & Eugen Sigg & Hans Walter & Émile Lachapelle ·
1928: Valerio Perentin & Giliante D'Este & Nicolò Vittori & Giovanni Delise & Renato Petronio ·
1932: Hans Eller & Horst Hoeck & Walter Meyer & Joachim Spremberg & Carlheinz Neumann ·
1936: Hans Maier & Walter Volle & Ernst Gaber & Paul Söllner & Fritz Bauer·
1948: Warren Westlund & Gordon Giovanelli & Robert Martin & Robert Will & Allen Morgan ·
1952: Karel Mejta & Jiří Havlis & Jan Jindra & Stanislav Lusk & Miroslav Koranda ·
1956: Alberto Winkler & Romano Sgheiz & Angelo Vanzin & Franco Trincavelli & Ivo Stefanoni ·
1960: Gerd Cintl & Horst Effertz & Klaus Riekemann & Jürgen Litz & Michael Obst·
1964: Peter Neusel & Bernhard Britting & Joachim Werner & Egbert Hirschfelder & Jürgen Oelke ·
1968: Dick Joyce & Ross Collinge & Dudley Storey & Warren Cole & Simon Dickie ·
1972: Peter Berger & Hans-Johann Färber & Gerhard Auer & Alois Bierl & Uwe Benter ·
1976: Vladimir Jesjinov & Nikolai Ivanov & Michail Koeznetsov & Aleksandr Klepikov & Aleksandr Loekjanov ·
1980: Dieter Wendisch & Ullrich Dießner & Walter Dießner & Gottfried Döhn & Andreas Gregor ·
1984: Martin Cross & Richard Budgett & Andy Holmes & Steve Redgrave & Adrian Ellison·
1988: Bernd Niesecke & Karsten Schmeling & Bernd Eichwurzel & Frank Klawonn & Hendrik Reiher ·
1992: Iulică Ruican & Viorel Talapan & Dimitrie Popescu & Nicolae Țaga & Dumitru Răducanu